# Бассетти, Гуальтьеро
Гуальтьеро Бассетти (итал. Gualtiero Bassetti; род. 7 апреля 1942, Пополано ди Марради, королевство Италия) — итальянский кардинал. Епископ Масса-Мариттима-Пьомбино с 9 июля 1994 по 21 ноября 1998. Епископ Ареццо-Кортона-Сансеполькро с 21 ноября 1998 по 16 июля 2009. Архиепископ Перуджи-Читта-делла-Пьеве с 16 июля 2009 по 27 мая 2022. Председатель Итальянской епископской конференции с 24 мая 2017 по 24 мая 2022. Кардинал-священник с титулом церкви Санта-Чечилия с 22 февраля 2014.